# Symphonic Distribution
Symphonic Distribution (рус. Симфоник Дистрибьюшн) — компания, предоставляющая услуги цифровой дистрибуции аудио- и видеоконтента. Основана в конце 2006 года Хорхе Бреа в Тампе, США. Компания работает по предварительным заявкам и доставляет музыку независимых лейблов и музыкантов на цифровые стриминговые платформы.

## История
Компания Symphonic Distribution была основана в Тампе, США в конце 2006 года. За 2010 год её доход без вычета издержек составил более полумиллиона долларов. За 2014 год Симфоник сгенерировал доход в размере 2,3 миллиона долларов, из которых около 500 тысяч составила чистая прибыль.
В июле 2014 года Symphonic запустила свои услуги по распространению музыкальных клипов. В 2018 году Symphonic стала партнёром Vevo, что позволило клиентам компании публиковать музыкальные клипы на их платформе.
В 2016 году компания открыла офис в Нью-Йорке. Также в этом году клиентами Symphonic стало более 200 человек, которые перешли к ней из-за закрытия дочерней компании Beatport, Baseware Distribution, позволявшей распространять релизы на цифровые площадки.
В 2017 году в компанию инвестировали 4 миллиона долларов Ballast Point Ventures, частная инвестиционная компания из Тампы. После этого Symphonic наняла бывших руководителей The Orchard Ника Гордона (на должность генерального директора и директора по работе с партнёрами) и Эшана Шаха Джахана (на должность руководителя отдела продуктов) в Нью-Йорке.
Компания нанимала новых ключевых сотрудников в течение 2017 и 2018 годов. В 2018 году компания наняла Якуба Александра в качестве директора по A&R и развитию клиентов. Якубу, ранее участвовавшему в работе над лейблом Ghostly International, приписывают подписание на Симфоник и работу с артистами, номинированными на Грэмми, такими как Tycho, Com Truise и Shigeto. Symphonic делает особый упор на рынок Латинской Америки в хип-хопе и поп-музыке, а также других жанрах. Также в компанию пришёл Джон Мизрахи, став старшим директором по синхронизации, ранее проработав 12 лет в Carlin America в качестве креативного директора по лицензированию синхронизации в кино, на телевидении и в рекламе.
В 2017 году Houseplanet Distribution была приобретена Симфоником. Данная компания, расположенная в Мадриде, Испания, с 2006 года занимается распространением хаус-музыки.
В апреле 2018 года Symphonic переместила штаб-квартиру в центр Тампы — в здание, в котором также находится исторический театр Тампы. После переезда компания в сотрудничестве с Tampa Downtown Partnership создала несколько плейлистов Spotify, связанных с районом Тампа-Бэй, при участии местных артистов.
Ещё один офис компании открылся в 2018 году в Нашвилле. Его возглавил вице-президент по развитию бизнеса Рэндалл Фостер, ранее работавший в компании Naxos, специализирующейся на классической музыке, и музыкальном лейбле Anthem Entertainment.
В феврале 2019 года компания расширила спектр услуг за счёт открытия подразделения по синхронизации музыки. Несмотря на то, что Симфоник предоставляюет услуги синхронизации самостоятельно в полной мере, им помогает сторонняя компания Bodega. В марте того же года Symphonic начала сотрудничество с Songtrust — крупнейшим в мире технологическим решением для сбора авторских роялти с паблишинга композиций и их администрирования.
Симфоник продолжает открывать новые офисы — так, ими были открыты офисы в Колумбии, Бразилии, Африке, Мексике и других странах мира. Также они открыли офисы в таких городах США как Лос-Анджелес и Бруклин, и продолжают запускать новые решения в области управления и передачи музыкального каталога, SplitPay, аналитики и другого. Symphonic Distribution также планировала открытие офиса в России в 2022 году, однако после начала вторжения России на Украину, начавшегося 24 февраля того же года, заморозила свои планы по открытию офиса в стране. По состоянию на 2022 год, с момента своего основания компания выплатила более ста миллионов долларов в виде гонораров артистам.
В январе 2022 года Symphonic объявила об инвестициях в размере 37 миллионов долларов в рамках раунда финансирования серии B, проводимого NewSpring и Ballast Point Ventures.